# Dores do Turvo
Dores do Turvo é um município brasileiro do estado de Minas Gerais com uma área de 231 km². De acordo com o censo realizado em 2022 sua população era de 4987 habitantes. 

## História
O município foi criado em 12 de dezembro de 1953, por força da lei estadual nº 1.039, e instalado em 1 de janeiro do ano seguinte.

## Geografia
Dores do Turvo localiza-se na Mesorregião da Zona da Mata mineira e dista por rodovia 223 km da capital Belo Horizonte.

### Relevo, clima, hidrografia
A altitude da sede é de 670 m, possuindo como ponto culminante a altitude de 985 m. O clima é do tipo tropical de altitude com chuvas durante o verão e temperatura média anual em torno de 19 °C, com variações entre 14 °C (média das mínimas) e 26 °C (média das máximas). O município faz parte da bacia do rio Doce (ALMG).

### Rodovias
- MG-280

## Significado do nome
A origem do nome deu-se através da junção dos nomes do rio Turvo, que corta a cidade, e da Padroeira da cidade, Nossa Senhora das Dores.